# Classe Sentinel (incrociatore)
La classe Sentinel fu una coppia di esploratori costruiti per la Royal Navy nel primo decennio del XX secolo. Le due navi gemelle passarono metà dei loro primi dieci anni di vita in riserva e quando in attività furono stanziate in acque britanniche. Allo scoppio della prima guerra mondiale, nell'agosto 1914, ricevettero compiti di difesa costiera sulla costa nord est della Gran Bretagna. Nel 1915 le navi furono trasferite nel Mediterraneo e poi nell'Egeo alla metà del 1916, dove rimasero fino alla fine della guerra. La Skirmisher fu radiata nel 1919 e demolita l'anno seguente, ma la Sentinel supportò il tentativo britannico di intervenire nella guerra civile russa alcuni mesi dopo la fine della guerra. Ritornò a casa nel 1919 e servì poi come nave scuola per alcuni anni, prima di essere demolita nel 1923.

## Sviluppo e descrizione
Tra il 1901 e il 1902, L'Ammiragliato sviluppò esploratori per lavorare con flottiglie di cacciatorpediniere, comandando gli attacchi con i siluri e proteggendoli dai cacciatorpediniere nemici. Nel maggio 1902 furono richiesti dei tender per un progetto capace di 25 nodi, con un ponte protetto, un'autonomia di 2000 miglia nautiche e un armamento di sei cannoni a fuoco rapido da 12 lb (76 mm), otto cannoni Hotchkiss da 47 mm e due tubi lanciasiluri da 450 mm. Furono accettati quattro dei progetti proposti e nel programma navale 1902-1903 fu costruita una nave di ogni tipo, ordine ripetuto anche per l'anno successivo.
Le due navi costruite da Vickers divennero la classe Sentinel. Nell'agosto 1902 furono aggiunti altri quattro cannoni da 12 lb alla specifica. Le navi avevano una lunghezza tra le perpendicolari di 109,7 m, un baglio massimo di 12,2 m e un'immersione di pieno carico di 4,5 m. Dislocavano 2941 t con carico standard e 3150 t a pieno carico. L'equipaggio consisteva in 289 tra ufficiali e marinai. I Sentinel differivano dalle altre classi di esploratori della specifica (classi Adventure, Forward e Pathfinder) perché avevano un castello di prua a dorso di tartaruga e dei fumaioli più bassi.
Le navi classe Sentinel erano propulse da un paio di motori a vapore a triplice espansione a quattro cilindri, ognuno collegato ad un'elica. Veniva utilizzato il vapore prodotto da una dozzina di caldaie a tubi d'acqua tipo Vickers Express che sfiatavano in tre fumaioli. I motori producevano una potenza totale di 12300 kW che doveva servire per dare alle navi una velocità massima di 25 nodi. I Sentinel superarono di poco la velocità di progetto durante le prove in mare del 1905. Gli esploratori si dimostrarono velocemente troppo lenti per il ruolo affidatogli dato che i cacciatorpediiere moderni erano molto più veloci. Le due navi gemelle potevano trasportare un massimo di 417 t di carbone che gli davano 2460 miglia nautiche di autonomia a 10 nodi.
L'armamento principale della classe Sentinel consisteva in dieci cannoni a fuoco rapido da 12 lb 18 cwt. Tre cannoni erano montati per murata sul castello di prua e su quello di poppa, con i rimanenti quattro cannoni posizionati sulle murate a centro nave. Montavano anche otto cannoni Hotchkiss da 47 mm e due tubi lanciasiluri singoli da 450 mm, uno per lato. Il ponte protetto delle navi variava tra i 16 e i 29 mm di spessore e la torre di comando aveva una corazzatura da 76 mm. La cintura corazzata era da 51 mm.

## Unità
| Navi       | Costruttore                | Impostazione     | Varo            | Completamento | Destino finale                               |
| ---------- | -------------------------- | ---------------- | --------------- | ------------- | -------------------------------------------- |
| Sentinel   | Vickers, Barrow-in-Furness | 8 giugno 1903    | 19 aprile 1904  | Aprile 1905   | Venduta per essere demolita nel gennaio 1923 |
| Skirmisher | Vickers, Barrow-in-Furness | 29 febbraio 1903 | 7 febbraio 1905 | Luglio 1905   | Venduta per essere demolita nel marzo 1920   |

## Servizio
Le due navi gemelle furono dentro e fuori dal servizio attivo nel loro primo decennio di servizio. Dopo lo scoppio della prima guerra mondiale ricevettero compiti di difesa costiera, la Sentinel sulla costa scozzese e la Skirmisher all'estuario del fiume Humber. Le due navi furono mandate nel Mediterraneo nel 1915 e furono assegnate nel Mar Egeo per i due anni seguenti, fino alla fine della guerra. Dopo essere tornata a casa nel 1919, la Skirmisher fu radiata e venduta per essere demolita all'inizio del 1920. La Sentinel fu mandata per alcuni mesi nel Mar Nero come parte del tentativo britannico di intervenire nella guerra civile russa. Anche questa tornò in patria nel 1919, ma servì come nave scuola dal 1920 al 1922, prima di essere demolita nel 1923.